# Аталия (фильм, 1910)
«Аталия» (фр. Athalie, 1910) — французский художественный фильм Мишеля Карре.

## Сюжет
Фильм представляет собой экранизацию трагедии Жана Расина.
Аталия, вдова царя Иудеи, уничтожила всех законных наследников покойного мужа и царствует сама, но один из царевичей жив и находится под защитой верховного коэна. Во сне Аталия видит юного наследника царём. Она приказывает штурмовать Храм, но, когда жрец отдёргивает занавесь и все видят царевича восседающим на троне, спасается бегством, решив, что сон уже воплотился в жизнь.

## Художественные особенности
Режан довольно удачно использует крупный план.
Так эпизод, в котором Аталию преследуют сновидения (вторая часть), снята общим планом, но актриса моментами приближается к аппарату, давая возможность зрителям увидеть лицо, искаженное страхом и таким образом воспроизводит ужас, охвативший при этом её героиню.

## Интересные факты
- Эта крупная по тем временам постановка была выпущена в цвете по методу «Пате-колор» (2 части, 550 метров, в других источниках - 410 метров[1]).
- В различных источниках режиссёром картины называют то Карре, то Альбера Капеллани